# 2010년 한국프로야구 올스타전
2010년 한국프로야구 올스타전은 2010년 7월 24일에 대구시민운동장 야구장에서 개최된 한국 프로야구의 올스타전 시합이다. 결과는 홈런 5개를 몰아친 이스턴 리그가 황재균의 끝내기 안타로 역전승을 거두었다.

## 출장 선수
올스타전에 출전하는 선수는 다음과 같으며, 이 가운데 굵은 글씨로 표시된 선수는 팬 투표에 의해 선정된 선수이며, 나머지 선수는 모두 감독 추천에 의해 선발된 선수들이다
| 이스턴 리그 | 이스턴 리그      | 이스턴 리그    | 이스턴 리그                        | 웨스턴 리그 | 웨스턴 리그        | 웨스턴 리그  | 웨스턴 리그                         |
| ----------- | ---------------- | -------------- | ---------------------------------- | ----------- | ------------------ | ------------ | ----------------------------------- |
| 감독        | 김성근(SK)       | 김성근(SK)     | 김성근(SK)                         | 감독        | 조범현(KIA)        | 조범현(KIA)  | 조범현(KIA)                         |
| 코치        | 김경문(두산)     | 로이스터(롯데) | 선동열(삼성)                       | 코치        | 한대화(한화)       | 김시진(넥센) | 박종훈(LG)                          |
| 투수        | 김광현(SK)<선발> | 카도쿠라(SK)   | 이용찬(두산)                       | 투수        | 류현진(한화)<선발> | 양현종(KIA)  | 손영민(KIA)                         |
| 투수        | 히메네스(두산)   | 장원삼(삼성)   | 권혁(삼성)                         | 투수        | 금민철(넥센)       | 손승락(넥센) | 봉중근(LG)                          |
| 투수        | 차우찬(삼성)     |                |                                    | 투수        | 이동현(LG)         |              |                                     |
| 포수        | 강민호(롯데)     | 박경완(SK)     | 진갑용(삼성)                       | 포수        | 조인성(LG)         | 김상훈(KIA)  | 신경현(한화)                        |
| 1루수       | 박종윤(롯데)     | 박종윤(롯데)   | 최정(SK) 조동찬(삼성) 황재균(롯데) | 1루수       | 최희섭(KIA)        | 최희섭(KIA)  | 김민우(넥센) 오지환(LG) 김선빈(KIA) |
| 2루수       | 조성환(롯데)     | 조성환(롯데)   | 최정(SK) 조동찬(삼성) 황재균(롯데) | 2루수       | 안치홍(KIA)        | 안치홍(KIA)  | 김민우(넥센) 오지환(LG) 김선빈(KIA) |
| 3루수       | 이대호(롯데)     | 이대호(롯데)   | 최정(SK) 조동찬(삼성) 황재균(롯데) | 3루수       | 정성훈(LG)         | 정성훈(LG)   | 김민우(넥센) 오지환(LG) 김선빈(KIA) |
| 유격수      | 손시헌(두산)     | 손시헌(두산)   | 최정(SK) 조동찬(삼성) 황재균(롯데) | 유격수      | 강정호(넥센)       | 강정호(넥센) | 김민우(넥센) 오지환(LG) 김선빈(KIA) |
| 외야수      | 김현수(두산)     | 이종욱(두산)   | 양준혁(삼성)                       | 외야수      | 이용규(KIA)        | 이대형(LG)   | 이진영(LG)                          |
| 외야수      | 가르시아(롯데)   |                | 김강민(SK)                         | 외야수      | 클락(넥센)         |              | 최진행(한화)                        |
| 지명        | 홍성흔(롯데)     | 홍성흔(롯데)   | 홍성흔(롯데)                       | 지명        | 김태완(한화)       | 김태완(한화) | 김태완(한화)                        |

## 올스타전 유니폼
올해 프로야구 올스타전 유니폼은 그린스포츠를 테마로 하여 만들어졌다 유니폼의 색은 초록색과 흰색이 활용되었다.

## 홈런 레이스
| 선수 | 양준혁(삼성) | 조동찬(삼성) | 김현수(두산) | 이대호(롯데) | 홍성흔(롯데) | 조인성(LG) | 최희섭(KIA) |
| ---- | ------------ | ------------ | ------------ | ------------ | ------------ | ---------- | ----------- |
| 개수 | 0            | 0            | 10           | 1            | 2            | 3          | 3           |
| 선수 | 최진행(한화) | 김태완(한화) | 클락(넥센)   | 봉중근(LG)   | 류현진(한화) | 최정(SK)   |             |
| 개수 | 2            | 1            | 2            | 1            | 1            | 2          |             |

이번 홈런레이스는 예선 결선을 거치지 않고 단판 7아웃제로 진행되었으며 두산의 김현수가 역대 홈런레이스 최다홈런 신기록(7아웃 10개)을 달성하며 우승을 차지했다. 그리고 이례적으로 투수에게도 홈런레이스에 참가하는 기회가 주어졌다.(투수에 경우 알루미늄배트를 사용)

## 삼성 라이온즈 레전드 올스타
1997년 이후 13년 만에 대구에서 열린 올스타전을 기념해 80년대 삼성 라이온즈의 레전드 올스타를 선정해 발표했다.
- 투수: 김시진 (현 KBO 기술위원장)
- 포수: 이만수 (현 KBO 육성위원회 부위원장)
- 1루수: 김성래 (현 한화 이글스 2군 타격코치)
- 2루수: 강기웅 (현 경주고등학교 야구부 코치)
- 3루수: 김용국 (현 경주고등학교 야구부 감독)
- 유격수: 류중일 (현 LG 트윈스 감독)
- 외야수: 장효조 (전 삼성 라이온즈 2군 감독), 장태수 (전 삼성 라이온즈 2군 감독), 이종두 (현 대구상원고등학교 야구부 감독)
- 지명타자: 박승호 (전 NC 다이노스 타격코치)

## 시합 결과
| 팀 | 1 | 2 | 3 | 4 | 5 | 6 | 7 | 8 | 9 | R | H  | E |
| 웨스턴 리그 | 6 | 0 | 2 | 0 | 0 | 0 | 0 | 0 | 0 | 8 | 10 | 1 |
| 이스턴 리그 | 3 | 0 | 0 | 0 | 0 | 0 | 5 | 0 | 1 | 9 | 15 | 1 |
| 승리 투수: 이용찬 패전 투수: 손승락 홈런: 이스턴 – 홍성흔(류현진 상대로 1회 2점, 금민철 상대로 7회 1점) , 가르시아 (류현진 상대로 1회 1점, 금민철 상대로 7회 1점) 양준혁 (금민철 상대로 7회 3점) |   |   |   |   |   |   |   |   |   |   |    |   |

- 애국가 : 이사벨 (팝페라 가수)
- 시구자 : 김시진 (삼성 라이온즈 레전드)
- 시타자 : 장효조 (삼성 라이온즈 레전드)
- 시포자 : 이만수 (삼성 라이온즈 레전드)
- 양준혁, 홍성흔, 카림 가르시아 올스타전 최초 세 타자 연속 홈런

웨스턴리그에서는 류현진, 이스턴리그에서는 김광현이 선발등판하였다.
웨스턴리그 선두타자 이용규가 볼넷을 골랐고 이대형이 중견수 옆 2루타로 가볍게 한 점을 뽑았다. 이어진 1,3루에서 최희섭의 가운데 담장 철책을 맞는 2루타로 두 점을 보탰다. 강정호가 중전안타로 다시 한점을 뽑았고 클락의 볼넷에 이어 안치홍과 정성훈이 연속 우전적시타를 터트려 6-0까지 달아났다.
반격에 나선 이스턴리그는 홈런포로 응수했다. 1회말 1사1루에서 수염을 달고 나온 최다득표자 홍성흔이 류현진을 상대로 중월 투런아치를 그렸다. 이어 가르시아도 백투백 중월 솔로홈런을 날려 3-6까지 추격했다. 그러자 웨스턴리그가 3회 정성훈의 2타점 중전안타로 8-3까지 점수차를 벌려 승기를 잡는 듯 했다.
승부는 7회들어 이스턴리그의 홈런포가 터지며 단숨에 바뀌었다. 최고령 선수로 출전한 양준혁이 7회말 2사1,2루에서 우월 3점홈런을 날려 6-8까지 추격했다. 숨돌릴 틈도 없이 홍성흔이 좌중월 솔로포, 가르시아도 우월솔로포를 날려 세타자 연속홈런 기록을 세웠다. 이스턴리그는 홈런 5방을 터트리는 장타력을 과시했다.
승부는 9회말 결정났다. 선두타자 홍성흔이 2루수 옆 내야안타로 출루했고 가르시아가 3루수 키를 살짝 넘기는 2루타를 날렸고 진갑용의 고의 4구으로 무사 만루찬스를 잡았다. 이어 롯데로 이적한 황재균이 끝내기 좌중간 적시타를 날려 승부를 결정지었다.

### 시상
- 탈삼진상: 이용찬 (이스턴)
- 선구회상: 황재균 (이스턴)
- 우수수비상: 정성훈 (웨스턴)
- 우수타자상: 가르시아 (이스턴)
- 우수투수상: 차우찬 (이스턴)
- 승리팀상: 이스턴 (조성환, 양준혁 대표 수상)
- 승리감독상: 김성근 (이스턴)
- 미스터올스타상(MVP): 홍성흔 (이스턴) - 기아자동차 K5 2.0 스마트 기본형

## TV 중계
| 일정     | 방송사                  | 캐스터 | 해설위원      | 시청률 | 시청률 |
| 일정     | 방송사                  | 캐스터 | 해설위원      | TNmS   | AGB    |
| -------- | ----------------------- | ------ | ------------- | ------ | ------ |
| 7월 24일 | KBS N Sports            | 이기호 | 하일성        | 19.3%  | 20.3%  |
| 7월 24일 | SBS Sports(주관 방송사) | 임용수 | 김용희 이광권 | 14.3%  | 15.3%  |
| 7월 24일 | MBC ESPN                | 정우영 | 허구연        | 12.3%  | 15.7%  |
| 7월 24일 | MBC LIFE                | 한명재 | 서정환        | 13.9%  | 17.7%  |